# Pierre Folle (Saint-Priest-la-Feuille)
Pour les articles homonymes, voir Pierre Folle.
La Pierre Folle, appelée aussi dolmen de la Feuille, est un dolmen situé à Saint-Priest-la-Feuille dans le département français de la Creuse.

## Historique
L'édifice a fait l’objet d’une inscription au titre des monuments historiques en 1938.

## Description
La table de couverture, de forme ovalaire, mesure 4 m de longueur sur 3,55 m au plus large, pour une épaisseur de 0,85 à 1,10 m. La table comporte des traces de tentatives de débitage. Elle repose à 1,80 m de hauteur sur quatre orthostates. Le dolmen comportait encore sept piliers au début du XXe siècle. La chambre funéraire, de forme circulaire, mesure 2,10 m de long sur 2 m de large pour 1,70 m de hauteur. Toutes les dalles sont en granite d'origine locale.
Vers 1845, le propriétaire aurait fouillé l'édifice après avoir enlevé un support et une hache en silex aurait été découverte lors de l'enlèvement d'un des piliers dans un « bac en pierre » (petit coffre ?). Des débris de tuiles et de poteries gallo-romaines ont été retrouvés tout autour du dolmen.

## Folklore
Selon une légende, la dalle de couverture danse la nuit de Noël.